# Jan Siwula
Jan Siwula (25. ledna 1862 Paszczyna – 2. dubna 1931 Lubzina) byl rakouský politik polské národnosti z Haliče, na počátku 20. století poslanec Říšské rady.

## Biografie
Pocházel ze zemědělské rodiny. Vychodil jen základní školu, ale dále se vzdělával coby samouk. Sloužil v armádě u 2. hulánského pluku ve Vídni a Stockerau. Hospodařil v rodné Paszczyně a byl zde veřejně i politicky činný. Zastával funkci obecního radního a dlouhodobě i obecního starosty. Okolo roku 1902 usedl do okresní rady v Ropczycích. Byl členem Polské lidové strany a roku 1908 i roku 1910 byl zvolen za člena jejího vedení. Po rozkolu ve straně přešel po roce 1913 do Polské strany lidové „Piast”. V roce 1913 byl zvolen i na Haličský zemský sněm jako poslanec za obvod Ropczyce. Zemským poslancem byl až do roku 1918.
Působil také coby poslanec Říšské rady (celostátního parlamentu Předlitavska), kam usedl ve volbách do Říšské rady roku 1907, konaných poprvé podle všeobecného a rovného volebního práva. Byl zvolen za obvod Halič 43. Do parlamentu se vrátil v doplňovacích volbách do Říšské rady roku 1917, kde nahradil poslance Mikołaje Reye. Nastoupil 13. července 1917.
V roce 1907 byl uváděn jako člen Polské lidové strany. Po volbách roku 1907 i 1917 byl na Říšské radě členem poslaneckého Polského klubu.
Politicky činným zůstal i v meziválečném období. Zůstal členem Polské strany lidové „Piast”. V roce 1924 a 1930 byl opět zvolen do vedení strany. V roce 1922 byl zástupcem senátora. Některé zdroje uvádějí, že byl sám senátorem, v seznamu senátorů ovšem jeho jméno uváděno není.